# Vladímir Orlov
Vladímir Víktorovich Orlov (en ruso: Влади́мир Ви́кторович Орло́в; Moscú, 31 de agosto de 1936 - 5 de agosto de 2014) fue un escritor ruso, conocido por su novela El viola Danílov, que fue de culto en los años 1980 en la Unión Soviética.

## Biografía
Nacido en Moscú, hijo de periodista, pasó gran parte de su niñez evacuado en Mari-El debido a la Segunda Guerra Mundial. En 1954-1959 estudió en la facultad de periodismo de la Universidad Estatal de Moscú. Durante sus años estudiantiles tomó parte en la roturación de tierras vírgenes en Kazajistán. Hizo prácticas en el periódico Krasnoiarski rabochi (Obrero de Krasnoyarsk). A partir de 1959 trabajó diez años en el periódico central Komsomólskaia Pravda (La verdad de Komsomol). Fue corresponsal durante la construcción de la línea ferroviaria principal Abakán-Taskent, y en la construcción de la central hidroeléctrica Sayano-Shúshenskaia en Jakasia, cerca de Sayanogorsk. 
A partir de 1969 se convierte en escritor profesional. Enseña prosa en el Instituto de Literatura Máximo Gorki (Moscú), como profesor de la cátedra de maestría literaria. Sus obras pertenecen a la corriente postmodernista o de realismo fantástico, continuando la línea de Nikolái Gógol y Fiódor Sologub en la literatura rusa. Vladímir Orlov refleja la Moscú mística, llena de espíritus, fantasmas y espectros. 
En el año 2000 se publicaron sus primeras obras completas en seis volúmenes. Sus novelas han sido traducidas a muchas lenguas, entre ellas el inglés, el alemán, el francés, el japonés, el finlandés y el italiano.

## Obras

### Novelas
- 1965 Соленый арбуз - Sandía salada
- 1968 После дождика в четверг - La semana que no tenga viernes
- 1972 Происшествие в Никольском - Un suceso en Nikólskoie
- 1980 Альтист Данилов - El viola Danílov (ciclo "Historias de Ostánkino")
- 1988 Аптекарь - Farmacéutico (ciclo "Historias de Ostánkino")
- 1997 Шеврикука, или Любовь к привидению - Shevrikuka, o amor al espectro (ciclo "Historias de Ostánkino")
- 2000 Бубновый валет - La sota de diamantes
- 2008 Камергерский переулок - Callejón Kamerguerski

### Colecciones
- 1972 Трусаки - Footing
- 1988 Что-то зазвенело - Algo comenzó a tintinar
- 1989 Субботники - Los subotniks

### Piezas - cuentos de hadas (con S. Kogan)
- 1971 Посмотри на себя - Mírese
- 1972 Веселый маскарад - Mascarada alegre

### Guiones de cine
- 1965 Таежный десант - Desembarco en la taiga

### Reportajes
- 1960 	Дорога длиной в семь сантиметров - El camino de siete centímetros de largo

## Premios y condecoraciones
- Orden de la Insignia de Honor de la URSS
- Premio Booker Estudiantil (ruso) 2008 por Callejón Kamerguerski
- Premio Gorki de Literatura 2009 por Callejón Kamerguerski
- Premio de Moscú para las Letras y las Artes
- Premio Valentín Katáiev de la revista Yúnost